# IndyMac
Avant sa mise en faillite IndyMac Bank (1997-2008) était une holding opérant comme caisse d'épargne basée aux États-Unis. Aujourd’hui, IndyMac Federal Bank, FSB (Federal Savings Bank, ou caisse d’épargne fédérale) est une banque de transition (bridge bank) qui a pour mission de gérer les actifs et les passifs d’IndyMac Bank, FSB jusqu’à leur liquidation.

## Histoire
À l'origine IndyMac Bank faisait partie de Countrywide. En 1997, IndyMac devint une société indépendante.IndyMac s'est spécialisé dans les prêts hypothécaires Alt-A - prêts aux personnes ayant une bonne cote de crédit et ne pouvant prouver un flux de revenus fiable.
Le 26 juin 2008, des lettres du sénateur newyorkais Chuck Schumer sont rendues publiques. Dans ces lettres le sénateur demande à plusieurs agences de régulation de prendre des mesures pour éviter la faillite de la holding.
Le 7 juillet 2008, face à une crise de liquidité, IndyMac annonce la fermeture de sa division de prêts aux particuliers et de sa division de vente en gros, gelant l'octroi de nouveaux prêts et licenciant 3 800 personnes.
Mise en faillite, la banque est placée le 12 juillet sous le contrôle du Federal Deposit Insurance Corporation (Compagnie d’assurance de dépôt fédéral). Le lundi suivant, des centaines de personnes se pressent dans les agences californiennes pour retirer leur argent. Le FBI ouvre une enquête sur des soupçons de fraude de la part de la société,.
Le 31 décembre 2008, les autorités fédérales américaines officialisent la vente d'IndyMac à un « consortium de fonds d'investissement » pour une somme d'environ 13,9 milliards USD. À cette date, elle détient pour 6,5 milliards USD en dépôts, des prêts pour 16 milliards USD et des actions pour 6,9 milliards USD.

## Sources
- (en) Cet article est partiellement ou en totalité issu de l’article de Wikipédia en anglais intitulé « OneWest Bank » (voir la liste des auteurs).